# Ruurd Feenstra
Ruurd Feenstra (Sneek, 16 juli 1904 – Zaandam, 10 augustus 1973) was een Nederlandse schrijver.
Ruurd Feenstra heeft zowel boeken voor volwassenen als voor kinderen geschreven. Daarnaast schreef hij een aantal schoolboeken voor lagere scholen en eenvoudig voortgezet onderwijs en schreef hij diverse blijspelen. Ruurd Feenstra was aan de AVRO verbonden als hoofd jeugduitzendingen. Hij gaf tevens leiding aan het Avro-radioprogramma 'De Zondagclub', een soort actueel praatprogramma. Daarnaast was hij leraar aan de ambachtsschool in Scheveningen.
Alhoewel hij vele boeken heeft geschreven is hij op dit moment vooral nog bekend als de schrijver van de jeugdboekenserie De Discus en de reeks Echo der Eeuwen.